# 文禄堤
文禄堤（ぶんろくつつみ）は、文禄年間に豊臣秀吉が諸大名に命じて建設した淀川左岸の堤防道。

## 解説
現在の大阪府枚方市から大阪市長柄まで全長約27km続くとされる堤防で、文禄3年（1594年）に豊臣秀吉が毛利輝元、小早川隆景、吉川広家に淀川の改修工事を命じて建設。慶長元年（1596年）に完成した。河内平野に淀川が氾濫するのを防止するのに役立った。また堤防の上は大阪と京都を結ぶ最短路である京街道（または大坂街道）として安定した交通路となった。

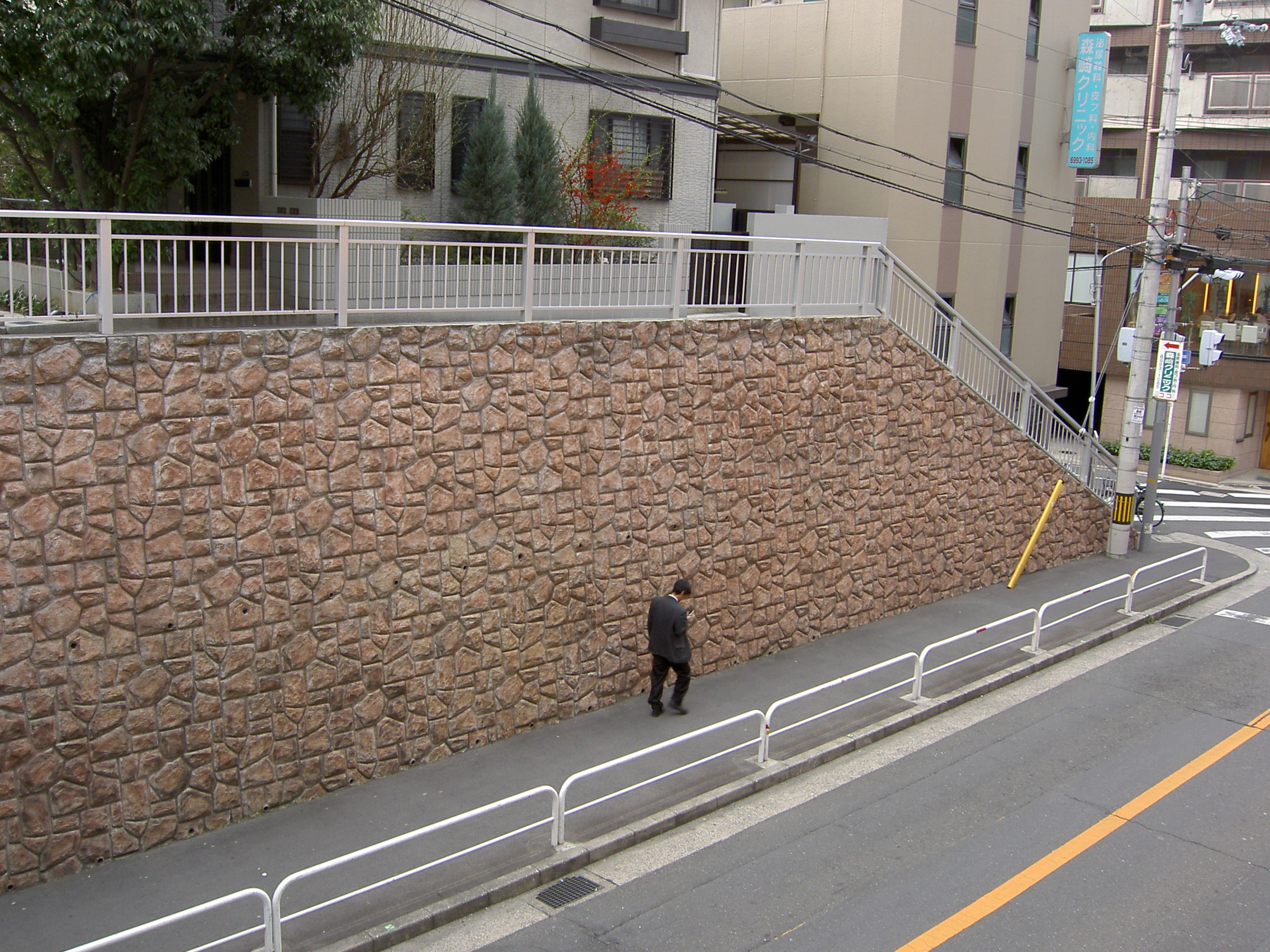
守口市駅近くに残る文禄堤跡。堤上の旧京街道から撮影。文禄堤を道路が横切っているため、堤の断面が歩道の壁になっている。

現在でも、大阪府守口市の守口市駅近辺に文禄提の跡が残っている。